# Brittany Pierce
Brittany Susan Pierce és un personatge de ficció de la sèrie de comèdia nord-americana Glee. El personatge és interpretat per l'actriu Heather Morris, i ha aparegut en Glee des del seu segon episodi, anomenat «Showmance», emès el 9 de setembre de 2009 als Estats Units. Brittany va ser desenvolupat pels creadors de Glee Ryan Murphy, Brad Falchuk i Ian Brennan.

## Biografia
Brittany apareix al segon episodi de la primera temporada (Tothom adora el disco) i s'uneix a New Direccions en aquell mateix episodi amb les seves millors amigues cheerleaders Quinn Fabray (Dianna Agron) i Santana Lopez (Naya Rivera) en el marc d'un pla de Sue Sylvester (Jane Lynch) per destruir el Glee club. En l'episodi 7, Minories report, el Glee club és dividit en dues parts després de les decisions de Sue. Es troba al grup de Will Schuester (Matthew Morrison) però Sue la convencerà, a ella i a Puck, que Will té "prejudicis racials". En efecte Brittany té orígens neerlandesos. Després d'aquesta discussió abandonarà el grup de Will per unir-se al de Sue. A Pólvora als cabells ensenya als membres del Glee club el Hairography (atès que és l'única que el sap fer funcionar). A les seleccions, el Glee Club acusarà Santana i ella d'haver donat la seva llista de cançons a Sue. Confessarà haver-ho fet però no saber el que l'entrenador anava a fer-ne.
A la segona temporada fa els seus primers solos, més particularment a l'episodi Britney / Brittany on interpreta I'm a Slave for You de Britney Spears, Me Against the Music en duo amb Santana i Toxic. Aquest episodi és d'altra banda més o menys centrat en el seu personatge. Descobreix la manera de la qual havia sempre viscut a l'ombra de Britney Spears, precisant que mai no tindrà el talent d'ella. L'episodi A Very Glee Christmas descobreix que Brittany creu encara en el Pare Noel. Al Sylvester Shuffle Sue, Sue vol utilitzar Brittany com una "bala de canó humana". Igualment ha de triar entre Glee Club i els Cheerios, com les seves amigues Quinn i Santana. Escull en principi els Cheerios per mantenir la seva popularitat però acaba per escollir el Glee Club. Obté un altre solo a Blame It on the Alcohol on aquesta vegada canta Tik Tok de Kesha.
Brittany menciona a l'episodi La mala Reputació que ha anat al llit amb gairebé tothom a l'institut, tant nois com noies així com amb el conserge de l'escola. Ha tingut una breu relació amb Kurt Hummel (Chris Colfer) a l'episodi Trobar la seva veu. Demana a Santana Lopez (Naya Rivera) de ser la seva sòcia per una competició en duo però aquesta última la rebutja, la deixant dévastée. Tempta de retre jalouse Santana sortint amb Artie Abrams (Kevin McHale). Acaba per coucher amb Artie, però Artie trenca amb n'aprenent per Santana que Brittany se servia de lluïdes. Artie ha trastocat per la pèrdua de la seva virginitat, i no vol més veure Brittany tot i que lluïdes present les seves excuses. L'escena final de l'episodi mostra que ha estat molt contrariada per la manera de la qual ha tractat Artie. No obstant això a Primers petons Artie i s'apropen de nou i acaben per sortir junts.
Santana admet els seus autèntics sentiments per Brittany a Sexy. Encara que Santana ha por de ser mal vista altres eleves del liceu a parla de la seva relació del mateix sexe, lluïdes confessa el seu amor. Brittany lluïdes dita que els seus sentiments són réciproques. Tanmateix, afectuós molt massa Artie per lluïdes fer del mal, rebutja de sortir amb Santana de moment. No obstant això, lluïdes promet de posar-se amb s'ells trenquen, el que arriba alguns episodis més tard, quan Artie la tracta d'idiota mentre que es disputaven perquè la sospitava d'enganyar-ho amb Santana.
Al començament de la tercera temporada, comença una relació secreta amb Santana. A l'episodi "I kissed a girl", Santana ho fa públic i esdevenen llavors una parella oficial.
A l'episodi « The Break Up » (4x04), Santana i ella trencaran, a causa de la distància que els separa.
Es casa amb Sam Evans a l'episodi 10 de la quarta temporada, perquè creuen tots dos en la fi del món anunciada pels maies i volen aprofitar els seus últims dies junts. L'entrenador Beiste declararà que aquest no era un matrimoni oficial.
En l'episodi "Matrimonis" de la sisena temporada, ella i Santana acaben per casar-se en un doble matrimoni Kurt/Blaine.